# Gagrella niponica
Gagrella niponica is een hooiwagen uit de familie Sclerosomatidae.